# Грабов, Матильда
Матильда Грабов (швед. Mathilda Grabow, 23 мая 1852 — 29 мая 1940) — шведская оперная и концертная певица (сопрано).

## Биография
Матильда Грабов родилась в Стокгольме 1852 г. Её родителями были музыкант королевской придворной капеллы Людвиг Грабов и Августа Ловиса Винклер, она приходилась сестрой художнику-декоратору Карлу Грабову.
Она училась пению у Фредрики Стенхаммар и Полины Виардо. Она работала в Королевской опере в Стокгольме в 1870—1871 и 1877—1886 гг., а в 1872—1876 гг. выступала в Париже в Опера Гарнье. После 1886 г. она покинула оперную сцену и с тех пор выступала только с концертами за исключением 1891 г. в честь старого здания Королевской оперы перед тем, как оно было в 1892 г. снесено, и к 1898 г. на том же месте было возведено новое.
О Матильде Грабов отзывались как о разносторонней актрисе и считали её одной из величайших певиц шведской оперы конца XIX в.
В 1886 г. вышла замуж за полковника графа Карла-Эверта Таубе. В этом браке она родила дочь Ирму.
Умерла в 1940 г. в Кунгсхольме и была похоронена в Стокгольме.

## Награды и достижения
- Назначена придворной певицей (1886 г.)
- Выбрана в Шведскую королевскую музыкальную академию (1895 г.)
- Медаль Литературы и искусств (1895 г.)